# Флаг Краснодара
Флаг муниципального образования город Краснода́р Краснодарского края Российской Федерации — опознавательно-правовой знак, служащий официальным символом муниципального образования.
Ныне действующий флаг утверждён 13 июля 2006 года решением городской Думы Краснодара № 13 и 31 октября 2006 года внесён в Государственный геральдический регистр Российской Федерации с присвоением регистрационного номера 2638.

## Описание
«Флаг муниципального образования город Краснодар представляет собой прямоугольное полотнище с отношением ширины к длине 2:3, состоящее из двух горизонтальных равновеликих полос жёлтого цвета внизу и белого вверху.
В центре флага помещена красная крепостная стена с двумя выходящими по сторонам башнями, на которые опирается лапами чёрный двуглавый орёл, коронованный тремя жёлтыми Императорскими коронами, на груди которого в красном щите обращённый влево всадник на коне, поражающий копьём обращённого и обернувшегося чёрного крылатого змия. Поверх стены красный с жёлтой каймой сердцевой щиток, и в нём коронованный вензель Екатерины II жёлтого цвета».

## Обоснование символики
Флаг муниципального образования город Краснодар разработан на основе герба муниципального образования город Краснодар и отражает исторические особенности города.
Изображение на флаге крепостной стены символизирует Екатеринодарскую крепость. Жёлтый вензель императрицы Екатерины II говорит о том, что город был назван Екатеринодаром в её честь.
Жёлтый цвет (золото) — цвет богатства, символ могущества, веры, знатности, постоянства, прочности.
Белый цвет (серебро) — цвет чистоты, правдивости, благородства.
Красный цвет — символ любви, мужества, смелости, великодушия.
Чёрный цвет — символ мудрости, осторожности, постоянства.

## Первый флаг
Первый флаг муниципального образования город Краснодар был утверждён 23 сентября 2003 года решением городской Думы Краснодара № 38.
Данный флаг не прошёл экспертизу в Геральдическом совете при Президенте Российской Федерации и 13 июля 2006 года, решением городской Думы Краснодара № 13, был утверждён новый, ныне действующий, флаг муниципального образования город Краснодар.

### Описание
«Флаг города Краснодара является официальным символом муниципального образования город Краснодар и представляет собой прямоугольное полотнище, разделённое по диагоналям на четыре треугольных поля: верхнее — синего, левое и правое — малинового, нижнее — зелёного цвета с двухсторонним изображением в центре флага герба города Краснодара, выполненного в малом, одноцветном варианте — золотым цветом.
Размер герба 1/3 ширины флага, отношение сторон 7:8. Отношение ширины флага к его длине — 2:3».

### Обоснование символики
Четырёхчастное деление городского флага символизирует административно-территориальное деление города Краснодара на четыре округа.
Цветовое решение городского флага:
малиновый — символ кубанского казачества, труда, жизнеутверждающей силы, храбрости, геройства, мужества, энергии, красоты и праздника;
зелёный — символ жизни и изобилия, возрождения, весны, плодородия, надежды, радости и здоровья;
синий — символ реки Кубань;
золотой (жёлтый) — символ богатства, величия, доблести, прочности, справедливости, великодушия, уважения.